# Sostegno
Sostegno (piemontiul: Sostegn) település Olaszországban, Piemont régióban, Biella megyében. Lakosainak száma 734 fő (2023. január 1.). Sostegno Crevacuore, Curino, Lozzolo, Roasio, Serravalle Sesia és Villa del Bosco községekkel határos.

## Népesség
A település lakossága az elmúlt években az alábbi módon változott:
| Lakosok száma | 774  | 776  | 734  |
|               | 2017 | 2018 | 2023 |